# Friedrich Verholen
Friedrich Verholen (* 22. Dezember 1901 in Schwanewede, Landkreis Osterholz; † 4. Juli 1993 in Osterholz-Scharmbeck) war ein deutscher Politiker (SPD) und Mitglied des Niedersächsischen Landtages.

## Leben
Friedrich Verholen besuchte die Volksschule und wurde danach im Ersten Weltkrieg für den Bau von U-Booten zum Dienst verpflichtet. Nach Kriegsende arbeitete er bei der Bremer Schiffswerft AG Weser, wo er von 1918 bis 1930 als Schmiedehelfer beschäftigt war. In den Jahren 1929 bis 1933 war er als Kreistagsvertreter und Gemeindetagsvertreter aktiv. Er war Verwalter im Ritterhuder Pflegeheim von 1930 bis 1933, bis er durch die Nationalsozialisten entlassen wurde. Im Anschluss arbeitete er als Handelsvertreter. Nach Ende des Zweiten Weltkrieges wurde er ab 1945 in der Gemeinde Ritterhude Bürgermeister und im Landkreis Osterholz Abgeordneter des Kreistages.
Vom 6. Mai 1959 bis 5. Juni 1967 war er Mitglied des Niedersächsischen Landtages (4. und 5. Wahlperiode).